# Carrer Major (l'Albi)
El Carrer Major és una via pública del municipi de l'Albi (Garrigues). Tant el carrer en el seu conjunt com alguns edificis de manera singular com el número 9 i el número 19 formen part de l'Inventari del Patrimoni Arquitectònic de Catalunya.

## Carrer Major
Aquest és un dels carrers més importants de la vila, va des de la plaça major fins a la placeta del pou. És un carrer longitudinal que es caracteritza per tenir la banda dreta (baixant) tota porticada amb arcs de mig punt seguint l'esquema de la plaça. La banda esquerra tal vegada segueix la línia de la muralla, obrint-se cap a la meitat del carrer, una arcada apuntada d'accés al carrer del Call.
El carrer té porxades estretes amb un sostre embigat de fusta i el paviment està fet de rajoles convencionals. Les arcades tenen un sòcol de bloc de pedra força pesats i dovelles de carreus. La majoria de les façanes són arrebossades però n'hi ha algunes que conserven l'antiguitat amb portals datats en els segles xvii i xviii.

## Número 9
El número 9 del Carrer Major de l'Albi és una obra inventariada. És una casa unifamiliar de pedra de pedrera de planta baixa i tres pisos. A la façana hi ha una inscripció amb les dates 1661-1678 i 1977 a l'última. Aquests pisos s'han fet en diverses campanyes constructives com ens fan suposar les diveses dates inscrites a la pedra. El sostre és de teula. La casa ha sofert modificacions tot i que s'ha respectat la seva fisonomia.
Els dos primers pisos guarden certes semblances estilístiques, les dimensions dels carreus i l'obertura de finestres és força semblant. La planta baixa és ocupada per un portal adovellat, amb dos arcs, formant un petit porxo de sostre embigat. El porxo està retallat per l'arrebossat de la façana i el seu propi sostre. En general és una façana regular, ordenada i simètrica.

## Número 19
El número 19 del Carrer Major de l'Albi és una obra inventariada. És una casa de pedra de pedrera de grans carreus regulars de planta baixa, primer pis i golfes datada l'any 1623. La coberta està feta de teula. La porta d'entrada es modificà a principis del segle xx. Destaquen les dues finestres amb motllures del primer pis, entre aquestes hi ha gravada la data possiblement la de la seva fundació i a sota, l'anagrama de Crist.
El malnom li posaren perquè era l'antiga casa del boter de la vila.